# Franz Gramer
Franz Gramer (ur. 29 maja 1797 w Bolkowie, zm. 28 lutego 1865 w Bytomiu) – niemiecki historyk i pedagog. 
Pochodził z rodziny nauczycielskiej. Ukończył gimnazjum w Świdnicy. Studiował na wydziale filologicznym Uniwersytetu Wrocławskiego, ale wskutek śmierci obojga rodziców studiów nie udało mu się dokończyć. Od 1828 mieszkał w Bytomiu, gdzie pracował w katolickiej szkole miejskiej. Był jednym z założycieli Oberschlesischer Sängerbund (Górnośląski Związek Śpiewaczy). Dzięki niemu powstała w Bytomiu biblioteka dla młodzieży. Ogłosił parę publikacji na potrzeby katolickich szkół Śląska, m.in. Schulgebete auf alle Tage im Jahre (1831, Modlitwy szkolne na wszystkie dni roku) oraz Spazierlieder. Muntere Gesaange fuar die Jugend (1834, Piosenki spacerowe. Wesołe pieśni dla młodzieży). Najważniejszym jego dziełem jest pierwsza ważna historia Bytomia od początków miasta do czasów współczesnych autorowi: Chronik der Stadt Beuthen (Beuthen 1863).

## Literatura
- Jan Drabina, [hasło] Gramer Franz. (W:) Bytomski słownik biograriczny, red. Jan Drabina, Bytom 2004
- Jan Drabina, Historia Bytomia 1254-2000, Bytom 2000
- Sebastian Rosenbaum, Franz Gramer - historia skromnego nauczyciela. http://www.zyciebytomskie.pl/podakcja.php?id=18